# Färgegölen
Färgegölen är en sjö i Oskarshamns kommun i Småland och ingår i Emåns huvudavrinningsområde.